# العمليات المناهضة للبارتيزان في الحرب العالمية الثانية

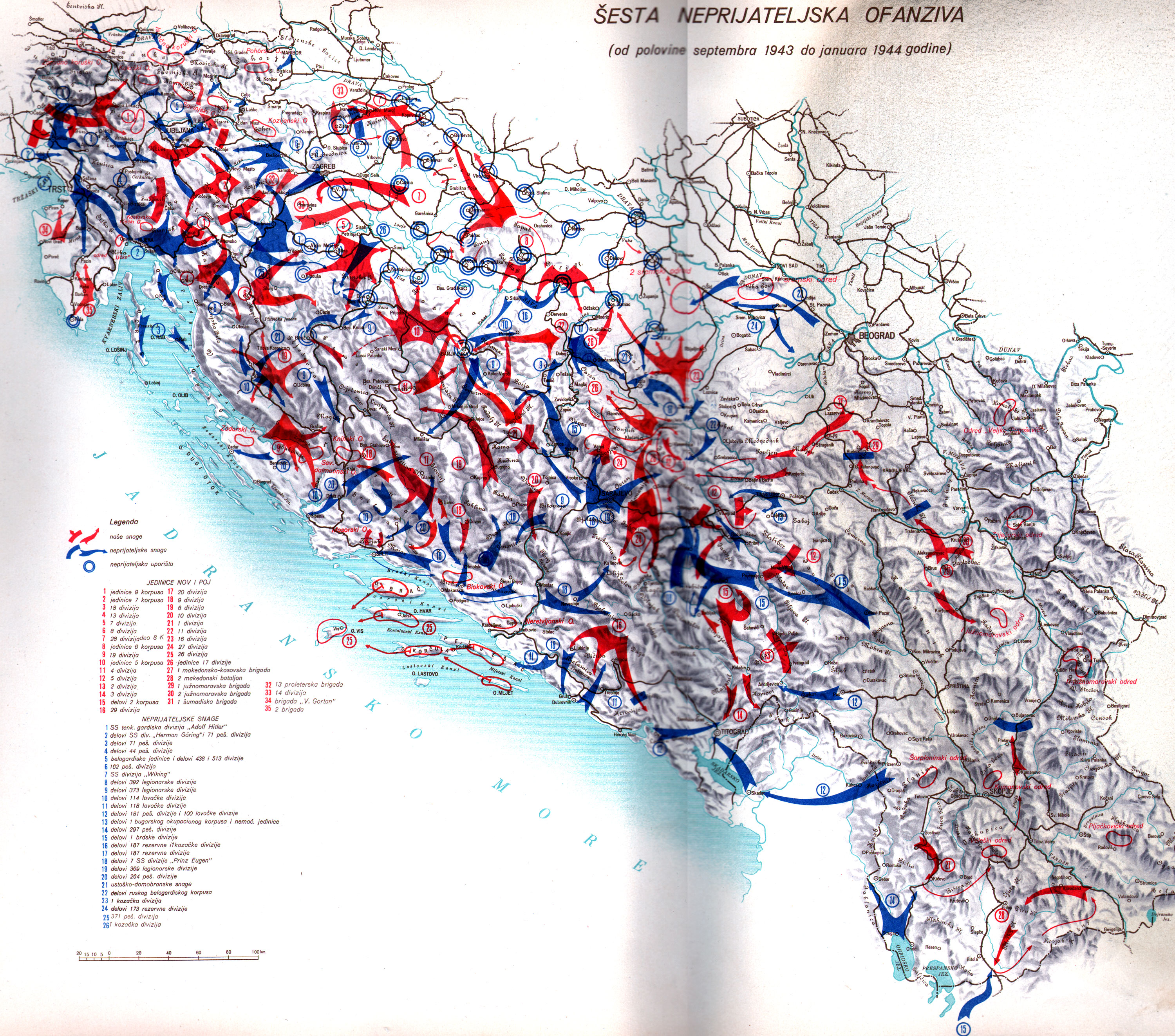
خريطة لعملية كوجلبليتز، هجوم معادٍ للحزب في يوغوسلافيا المحتلة.

العمليات المناهضة للبارتيزان خلال الحرب العالمية الثانية عمليات لمكافحة التمرد ضد مختلف حركات المقاومة البارتيزانية. خلال الحرب العالمية الثانية، نُفذت تلك العمليات في المقام الأول من قِبل قوى المحور الغازية والاحتلال، على الرغم من تغير دفة الحرب، كان على الاتحاد السوفياتي وقوات الحلفاء التعامل مع الثوار. 
كانت حركات المقاومة والعمليات المناهضة للحزب المناظرة التي قامت بها سلطات الاحتلال حدثًا شائعًا خلال الحرب، وخاصة في المناطق التي تحتلها ألمانيا النازية. على وجه التحديد على الجبهة الشرقية، تم تطبيق مصطلح «حزبي» من قبل الأجهزة الأمنية الألمانية النازية على اليهود والمسؤولين الشيوعيين (ما يسمى بالبلاشفة اليهود)، وسائقي الجيش الأحمر وغيرهم. العمليات المناهضة للحزب في الحرب الأمنية النازية كانت في كثير من الأحيان مذابح ضد المدنيين الأبرياء. 

## السياسة العامة

### حلفاء
نظرًا لأن معظم الحرب كانت في المناطق التي يحتلها حلفاء المحورً، وليس العكس، فهناك مواد أقل بكثير تتعلق بعمليات الحلفاء المناهضة للحزب. في النهاية، كانت قوى المحور غير قادرة على تنفيذ أي خطط جادة ضد حركات المقاومة، وبالتالي لم يكن على الحلفاء أبدًا تخصيص موارد كبيرة لتطوير وتنفيذ سياسات مناهضة للحزب. [بحاجة لمصدر]

اعتمد الحلفاء على الكثير من سياساتهم المناهضة للحزب (غالباً ما لم يتم اختبارها) على السياسات الألمانية القاسية؛ على سبيل المثال، في أوائل عام 1945، كانت سياسة الحلفاء في ضوء انتفاضة ألمانية محتملة على الأراضي الألمانية المحتلة هي إطلاق النار على الثوار الألمان المحتجزين في الحال.
هناك قضية منفصلة تنطوي على مقاومة معادية للسوفيت في الأراضي التي احتلها الاتحاد السوفيتي في نهاية الحرب. تشكلت مجموعات المقاومة هذه في دول البلطيق وبولندا (دولة حليفة سابقة) ورومانيا. كانت هذه الجماعات نشطة في العقد الأول بعد الحرب ودمرها في النهاية السوفيات ودولتهم الشيوعية العميلة.   

### محور
تختلف أشكال المقاومة تبعا للمكان والزمان، وكذلك تباينت الإجراءات المضادة للألمان. كان كل من نطاق المقاومة وشدة الأعمال الانتقامية الألمانية محدودًا في الغرب أكثر من الشرق.  في حين أن الألمان كانوا أكثر عرضة لمعاملة السكان المحليين بالكامل كأعداء في الشرق، إلا أنهم كانوا مندفعين أيديولوجيًا بشكل اقل في الغرب، حيث، على سبيل المثال، نادراً ما قُتل النساء والأطفال على أيدي قوات الأمن الخاصة (بينما كانوا أهدافا شائعة في الشرق). في الشرق، لاحظ بعض العلماء أن العمليات المناهضة للحزبية أعطت الألمان ذريعة للتطهير العرقي بدوافع أيديولوجية.
ركز الألمان على انتصارات قصيرة الأجل ضد الثوار  وتمكنوا، في بعض الحالات، من هزيمة الثوار عسكريًا، ولكن بشكل عام، أدت فظائعهم ضد المدنيين في الشرق إلى استمرار تدفق المتطوعين على صفوف الحزبيين. 
تم إنشاء حركات المقاومة الأولى في أوائل عام 1939 في بولندا المحتلة. مع تقدم الحرب وتزايد عدد المناطق المحتلة من قبل النازيين، ازداد عدد وقوة حركات المقاومة. 
خلال الحرب، يتم استخدام التشكيلات المنتظمة للجيش الألماني، وتشكيلات الشرطة المساعدة (شرطة النظام) ومساعديهم (فرق الحراسة أو الشرطة المساعدة) في العمليات المناهضة للحزب. 
بشكل عام، كان الألمان قادرين على تحقيق نجاحات عسكرية لكنهم لم يتمكنوا أبدًا من إنهاء التهديد الحزبي؛ يمكن وصف كفاح الألمان ضد الثوار بأنه طريق مسدود - انتهى في نهاية المطاف بهزيمة الجيش الألماني في الحرب النظامية.   بعد الحرب، كانت التكتيكات الألمانية الوحشية المستخدمة ضد الثوار أحد التهم المقدمة في محاكمات نورمبرغ (انظر مشروعية أمر الكوماندوز ومحاكمة الرهائن). 

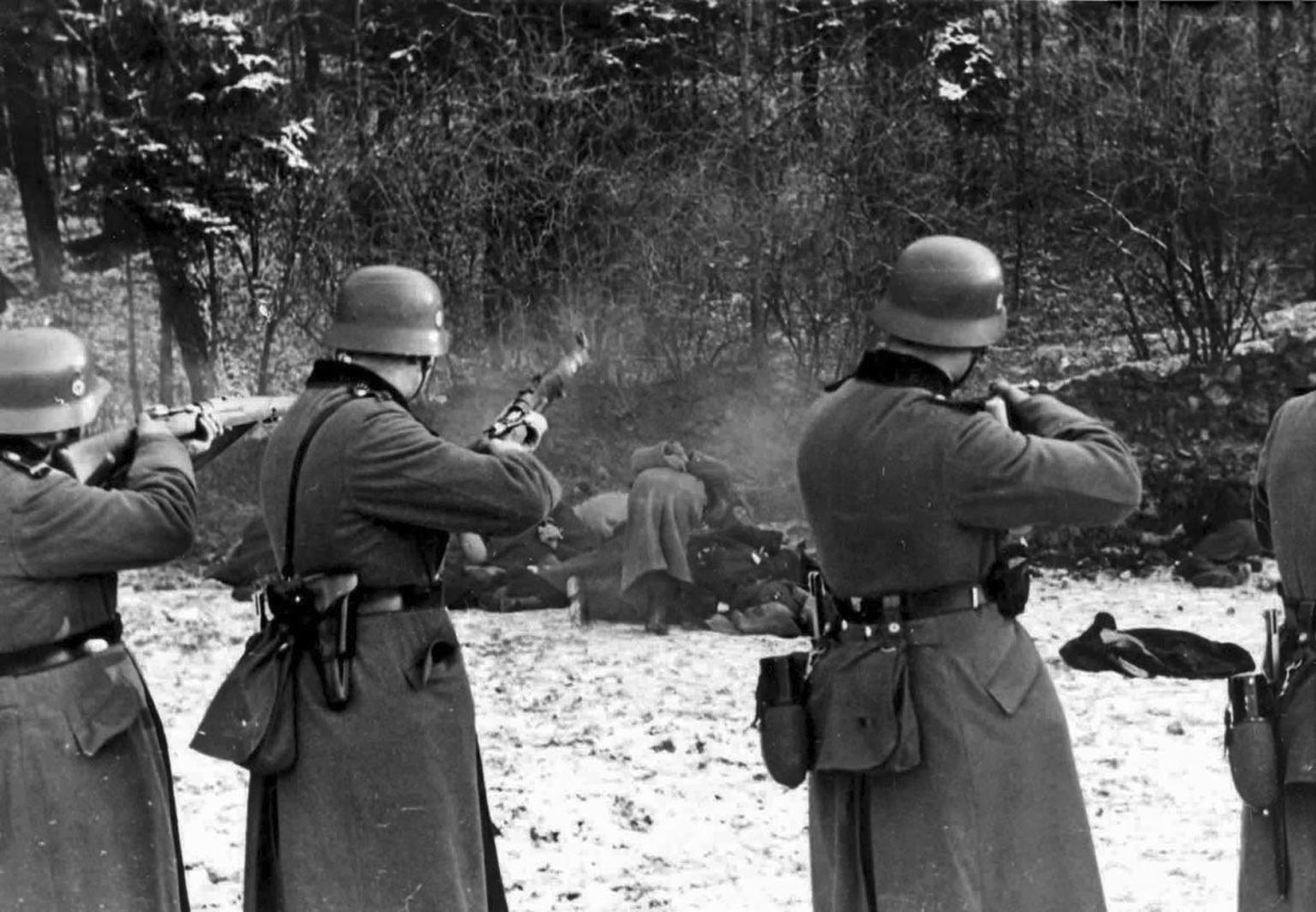
إعدام 56 مواطناً بولنديًا في بوخنيا، بالقرب من كراكوف، أثناء الاحتلال الألماني لبولندا، 18 ديسمبر 1939، ردا على هجوم على مكتب للشرطة الألمانية قبل يومين من قبل منظمة "النسر الأبيض" السرية

#### ضد البارتيزان البولنديين

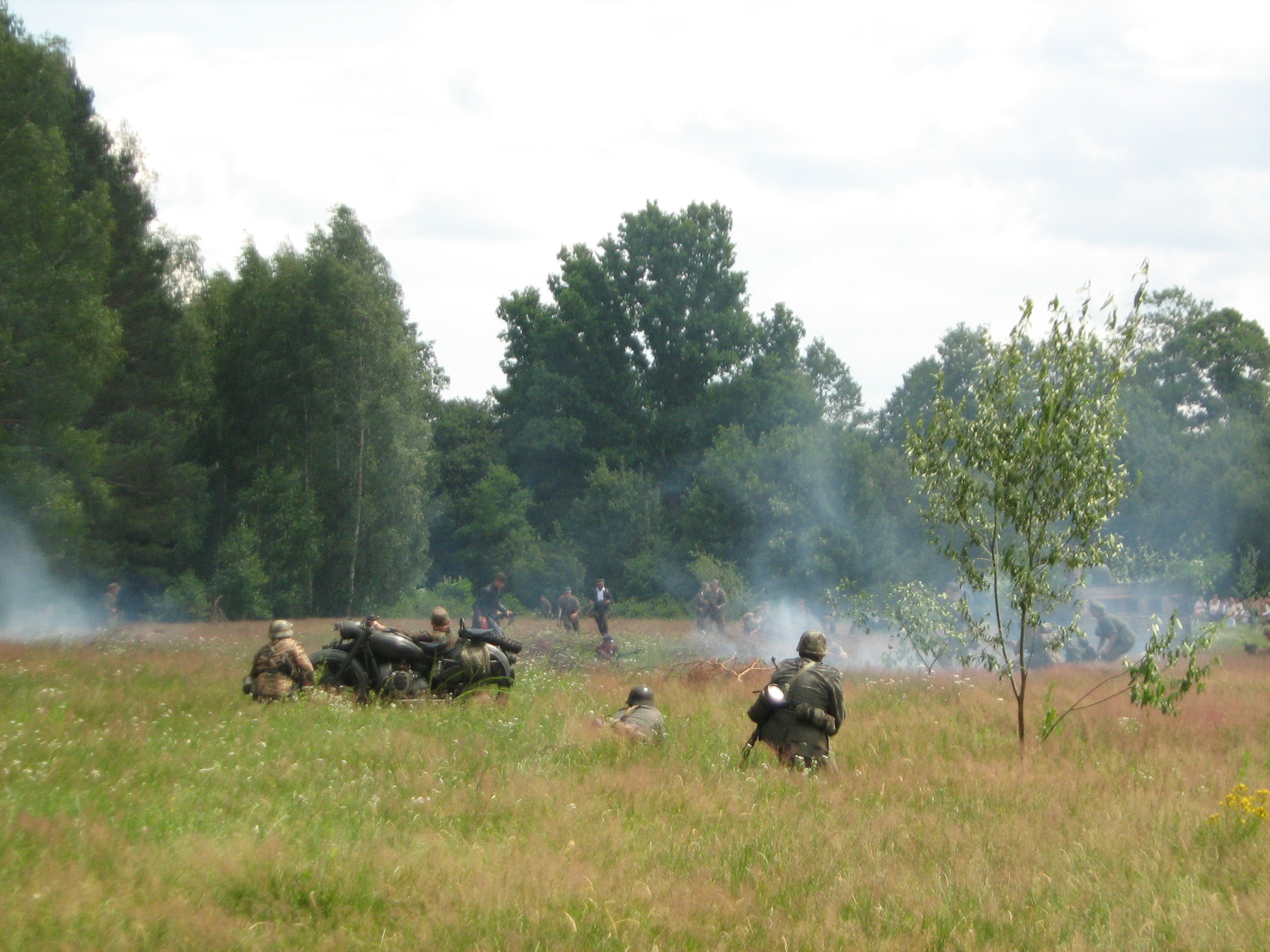
التصور التاريخي لمعركة أوسوشي (واحدة من أكبر معارك الثوار البولنديين)؛ صيف 2007

تشكلت حركة المقاومة البولندية بعد فترة وجيزة من الغزو الألماني لبولندا في سبتمبر 1939 ونمت بسرعة استجابة للطرق الوحشية التي اتبعها الاحتلال الألماني. كان للمقاومة البولندية نشطاء في المناطق الحضرية، وكذلك في الغابات (لين). طوال الحرب، نمت المقاومة البولندية بأعداد كبيرة، وزادت من حجم عملياتها، مما تطلب من الألمان تكريس كمية متزايدة من الموارد (الأفراد والمعدات والوقت) للتعامل مع التهديد الحزبي.   

#### ضد البارتيزان السوفيت
في أوائل عام 1941، أنشأ الألمان وحدات خاصة - فرق الأمن في فيرماخت - لتأمين المؤخرة والقيام بالواجبات المناهضة للحزب.  وستشارك هذه التكوينات أيضًا في قمع المدنيين (بما في ذلك المشاركة في الهولوكوست عن طريق جمع اليهود).

#### ضد الباتيزان الإيطاليين

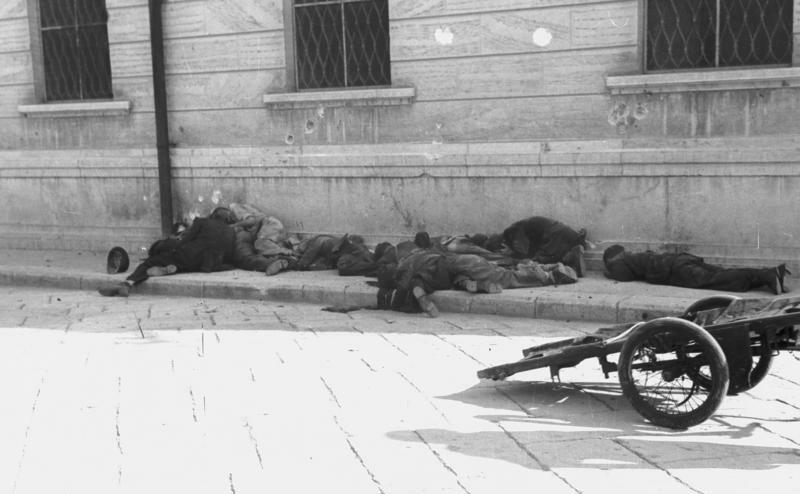
قتل مدنيون إيطاليون رميا بالرصاص من قبل الغزاة الألمان في بارليتا، 12 سبتمبر 1943

تشمل الخسائر في إيطاليا بين حركة المقاومة الإيطالية 35,828 من الحزبيين الذين قُتلوا أثناء القتال أو أُعدموا، و21،168 من الثوار مشوهين أو تركوا معاقين بسبب جروحهم. قُتل 32000 من الحزبيين الإيطاليين في الخارج (في البلقان، وبدرجة أقل في فرنسا).  وفقًا لتقديرات أخرى، فقدت المقاومة الإيطالية حوالي 50000 مقاتل طوال النزاع. قُتل عشرات الآلاف من المدنيين الإيطاليين في أعمال انتقامية قامت بها القوات الألمانية والفاشية الإيطالية. 

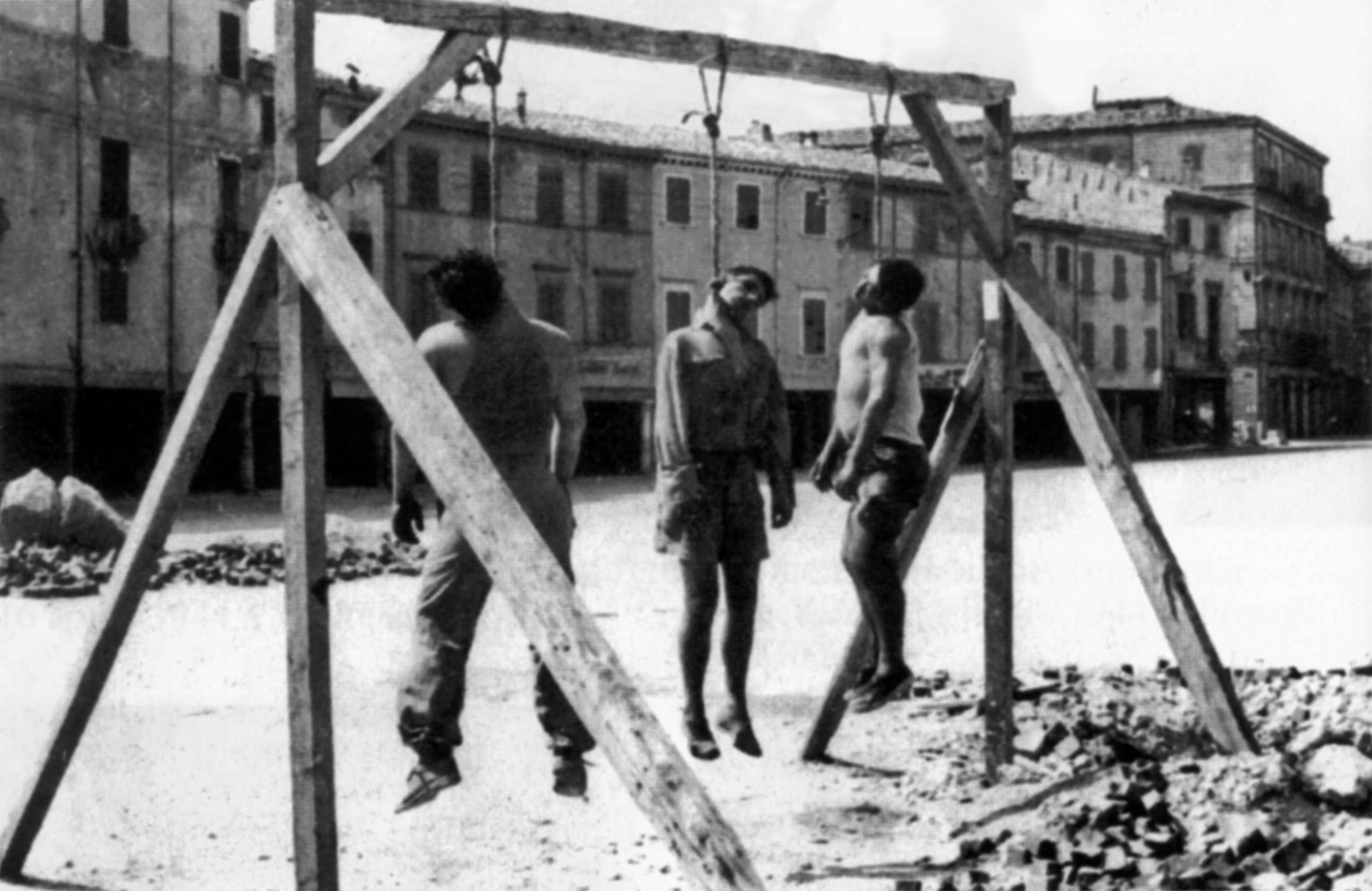
إعدام ثلاثة أنصار إيطاليين شنقًا علنا في ريميني، أغسطس 1944

## قائمة العمليات المناهضة للحزب

### محور
1941

- الهجوم الأول ضد الحزبيين (27 سبتمبر - 15 أكتوبر 1941) وصلة=|حدودوصلة=|حدودوصلة=وصلة= - محاولات لقمع الثوار في غرب صربيا
- أوزرين (1941 و 1942) وصلة=|حدودوصلة=|حدود - محاولتان لقمع الثوار بالقرب من أوزرين، البوسنة

1942

- الهجوم الثاني ضد الحزبيين (17-23 يناير 1942) وصلة=|حدودوصلة=|حدودوصلة=|حدود - محاولات قمع الثوار في شرق البوسنة
- هورنونغ (مارس-أبريل 1942) وصلة=|حدود - العملية المناهضة للحزب في الاتحاد السوفيتي
- بامبرج (26 مارس - 6 أبريل 1942) وصلة=|حدود - العملية المناهضة للحزب في بيلاروسيا: Hłusk ، Bobrujsk
- الثلاثي (31 مارس - يونيو 1942) وصلة=|حدودوصلة=|حدودوصلة=|حدودوصلة= - المعروف أيضًا باسم «الهجوم الثالث ضد الحزبيين» ، وهو عمل ضد الثوار في منطقة جنوب البوسنة
- عملية؟ (من 9 إلى 12 مايو 1942) وصلة=|حدود - العملية المناهضة للحزب في بيلاروسيا: Kliczów ، Bobrujsk
- هانوفر (مايو-يونيو 1942) وصلة=|حدود - العملية المناهضة للحزب في الاتحاد السوفيتي
- عملية؟ (بداية يونيو 1942) وصلة=|حدود - العملية المناهضة للحزب في بيلاروسيا: Słowodka ، Bobrujsk
- عملية؟ (15 يونيو 1942) وصلة=|حدود - العملية المناهضة للحزب في بيلاروسيا: بوركي، مقاطعة بياليستوك
- عملية؟ (21 يونيو 1942) وصلة=|حدود - العملية المناهضة للحزب في بيلاروسيا: زبيزين
- عملية؟ (25 يونيو 1942) وصلة=|حدود - العملية المناهضة للحزب في بيلاروسيا: Timkowczi
- عملية؟ (26 يونيو 1942) وصلة=|حدود - العملية المناهضة للحزب في بيلاروسيا: Studenka
- فوجيلسانج (يونيو - يوليو 1942) وصلة=|حدود - العملية المناهضة للحزب في الاتحاد السوفيتي
- أدلر (من 15 يوليو إلى 7 أغسطس 1942) وصلة=|حدود تركزت عملية مكافحة الحزبية على المنطقة Chechivichi بيلاروس: Bobrujsk إرسال، Mohylew ، Berezyna
- عملية؟ (18 يوليو 1942) وصلة=|حدود - العملية المناهضة للحزب في بيلاروسيا: جيلسك
- غريف (14-20 أغسطس 1942) وصلة=|حدود - العملية المناهضة للحزب في بيلاروسيا: Orsza ، Witebsk
- سومبفيبر (22 أغسطس - 21 سبتمبر 1942) وصلة=|حدود - العملية المناهضة للحزب في بيلاروسيا: روثينيا البيضاء
- عملية؟ (22 - 26 سبتمبر 1942) وصلة=|حدود - العملية المناهضة للحزب في بيلاروسيا: ماوريتا
- الغارة (23 سبتمبر - 3 أكتوبر 1942) وصلة=|حدود - العملية المناهضة للحزب في بيلاروسيا: بولوتسك، ويتيبسك
- عملية ألفا (5 أكتوبر، 1942) وصلة=|حدودوصلة=وصلة=|حدود - عملية عسكرية إيطالية - تشيتنيك نفذت في منطقة بروزور
- كارلسباد (11-23 أكتوبر 1942) وصلة=|حدود - العملية المناهضة للحزب في بيلاروسيا: Orsza ، Witebsk
- نورنبرغ (23-29 نوفمبر 1942) وصلة=|حدود - العملية المناهضة للحزب في بيلاروسيا: Dubrowka
- هامبورغ (10-21 ديسمبر 1942) وصلة=|حدود - عملية مكافحة الحزبية في روسيا البيضاء: Niemen - Szczara
- التونا (22-29 ديسمبر 1942) وصلة=|حدود - العملية المناهضة للحزب في بيلاروسيا: شونيم
- ريسناك (1942) وصلة=|حدود - العمل الإيطالي ضد الثوار في ساحل كرواتيا والجبل الأسود

1943

1944

### اقتباسات
1. 1 2 3 4  Daniel Marston, Carter Malkasian, Counterinsurgency in Modern Warfare, Osprey Publishing, 2008, (ردمك 1-84603-281-4), Google Print, p.83-90 نسخة محفوظة 27 يونيو 2014 على موقع واي باك مشين. [وصلة مكسورة]
2. 1 2 3  Daniel Marston, Carter Malkasian, Counterinsurgency in Modern Warfare, Osprey Publishing, 2008, (ردمك 1-84603-281-4), Google Print, p.74-83 نسخة محفوظة 7 مايو 2020 على موقع واي باك مشين. [وصلة مكسورة]
3. 1 2  Daniel Marston, Carter Malkasian, Counterinsurgency in Modern Warfare, Osprey Publishing, 2008, (ردمك 1-84603-281-4), Google Print, p.70-74 [وصلة مكسورة] نسخة محفوظة 11 مايو 2020 على موقع واي باك مشين.
4. 1 2 3  Giuseppe Fioravanzo, La Marina dall'8 settembre 1943 alla fine del conflitto, p. 433.
5. ↑  "This Day in History — 9/6/1944 - Italian resistance fighters persevere". History.com. مؤرشف من الأصل في 2014-10-20. اطلع عليه بتاريخ 2013-12-30.